# Charles Bahr

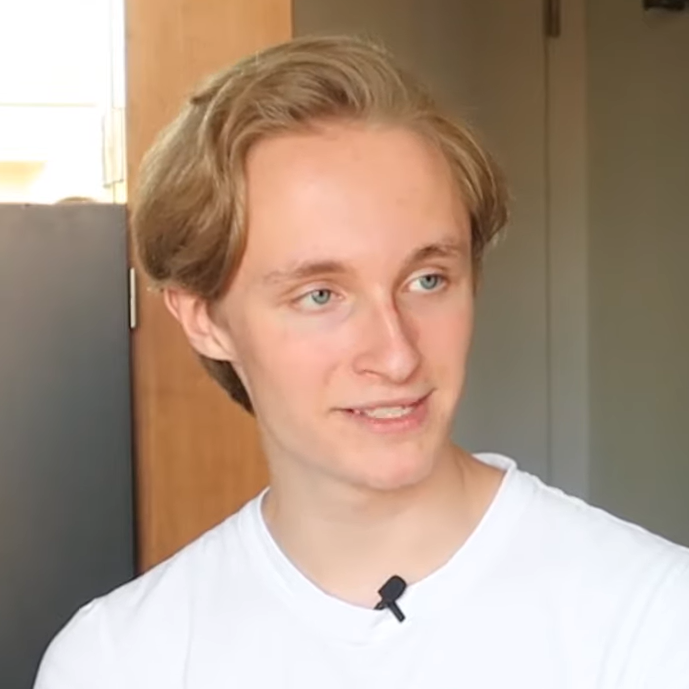
Charles Bahr (2020)

Charles Anthony Bahr (* 26. Februar 2002 in Hamburg) ist ein deutscher Unternehmer.

## Leben
Bahr wuchs in Hamburg-Eppendorf auf. Mit 14 Jahren gründete Bahr gemeinsam mit zwei Schulfreunden die Firma tubeconnect media. In der Folge wurde er als der „jüngste Chef Deutschlands“ in der Presse bekannt. Zu seinen Angestellten gehörten nach eigenen Angaben vor allem andere Teenager, „die meisten zwischen zwölf und 16 Jahren alt“. Bahr war nicht Bestandteil der rechlichen Geschäftsführung, vielmehr übernahmen diese zunächst seine Eltern und später der Marketing-Experte Björn Wenzel. Ab 2019 machte Bahr eine duale Ausbildung zum Marketingkaufmann bei seinem eigenen Unternehmen. Im Januar 2020 wurde das Unternehmen liquidiert.
Danach startete Bahr die Unternehmensberatung Project Z, wechselte allerdings bereits im Juli 2020 als Brand Partnership Manager zu TikTok. TikTok kündigte Bahr Ende 2021 wegen angeblichen Spesenbetrugs und Weitergabe interner Dokumente. Später einigten sich Bahr und TikTok nach einer Kündigungsschutzklage außergerichtlich, TikTok hielt keine der erhobenen Vorwürfe weiter aufrecht. Anfang 2022 wechselte er zur Agenturgruppe Serviceplan, wo er noch während der Probezeit wieder ausschied.
2023 gründete Bahr die Unternehmensberatung ZCG, die nach eigenen Angaben insbesondere im Bereich der Krisenkommunikation und Kommunikationsstrategie tätig ist. Zu den Kunden gehören unter Anderem der Energiedienstleister EnviaM, die Mobilitätsplattform Flibco sowie das Ministerium für Finanzen Baden-Württemberg.

## Sonstiges
- Die Fachzeitschrift Business Punk nahm ihn 2017 als jüngstes Mitglied auf die Watchlist 2018 – 100 Gründer, Macher und Kreative in der Kategorie „Marketing & Communication“.[15]
- Die Fachzeitschrift Werben & Verkaufen präsentierte Bahr 2019 als Teil von 100 spannende Menschen auf der DMEXCO[16] und als Teil der 100 wichtigen Menschen aus der Kommunikationsbranche.[17]